# Chlormephos
Chlormephos ist eine chemische Verbindung aus der Gruppe der organischen Chlorverbindungen und Thiophosphorsäureester.

## Gewinnung und Darstellung
Chlormephos kann durch Reaktion von Natrium-O,O-Diethyldithiophosphat mit Bromchlormethan gewonnen werden.

## Eigenschaften
Chlormephos ist eine farblose Flüssigkeit, welche schlecht löslich in Wasser ist.

## Verwendung
Chlormephos wird als Insektizid gegen Bodeninsekten wie Drahtwürmer bei einer Reihe von Pflanzen verwendet. Es wirkt als Acetylcholinesterasehemmer und sein Hauptmetabolit ist Ethion.

## Zulassung
In den EU-Staaten wie Deutschland und Österreich sowie in der Schweiz sind keine Pflanzenschutzmittel zugelassen, die Chlormephos als Wirkstoff enthalten.